# Nicole Eisenman
Nicole Eisenman (Verdun, 1965) é uma artista norte-americana nascida na França, conhecida por suas pinturas a óleo e esculturas. Ela recebeu a Guggenheim Fellowship (1996), o Carnegie Prize (2013) e foi incluída três vezes na Whitney Biennial (1995, 2012, 2019).[1] Em 29 de setembro de 2015, ela ganhou um prêmio MacArthur Fellowship por "restaurar a representação da forma humana, um significado cultural que havia diminuído durante a ascensão da abstração no século XX"

## Biografia
Nicole Eisenman nasceu em 1965, na cidade de Verdun, na França, onde seu pai estava locado como psiquiatra do exército. Ela é descendente de judeus-alemães; sua bisavó era Esther Hamerman, uma pintora nascida na Polônia.
Em 1970, a família de Eisenman mudou-se da França para Scarsdale, em Nova York, onde ela passou a infância. Ela frequentou a Rhode Island School of Design, graduando-se com um B.F.A. em pintura em 1987. Ela então se mudou para a cidade de Nova York.
Entre 2003 e 2009, Eisenman lecionou no Bard College em Annandale-on-Hudson.

## Carreira

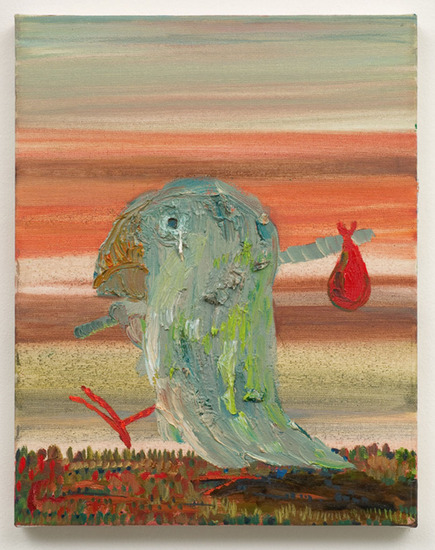
Foghorn Hits the Road (2007)

As pinturas figurativas a óleo de Eisenman frequentemente exploram temas ligados à sexualidade, ao humor e à caricatura. Embora seja mais conhecida por suas pinturas, a artista também realiza instalações, desenhos, gravuras em metal (etchings), litografias, monotipias, xilogravuras e esculturas. Junto de A.L. Steiner, Eisenman cofundou a iniciativa curatorial queer/feminista Ridykeulous. Seu trabalho esteve presente na exposição Women Painting Women, realizada em 2022, no Modern Art Museum of Fort Worth.

### Escultura

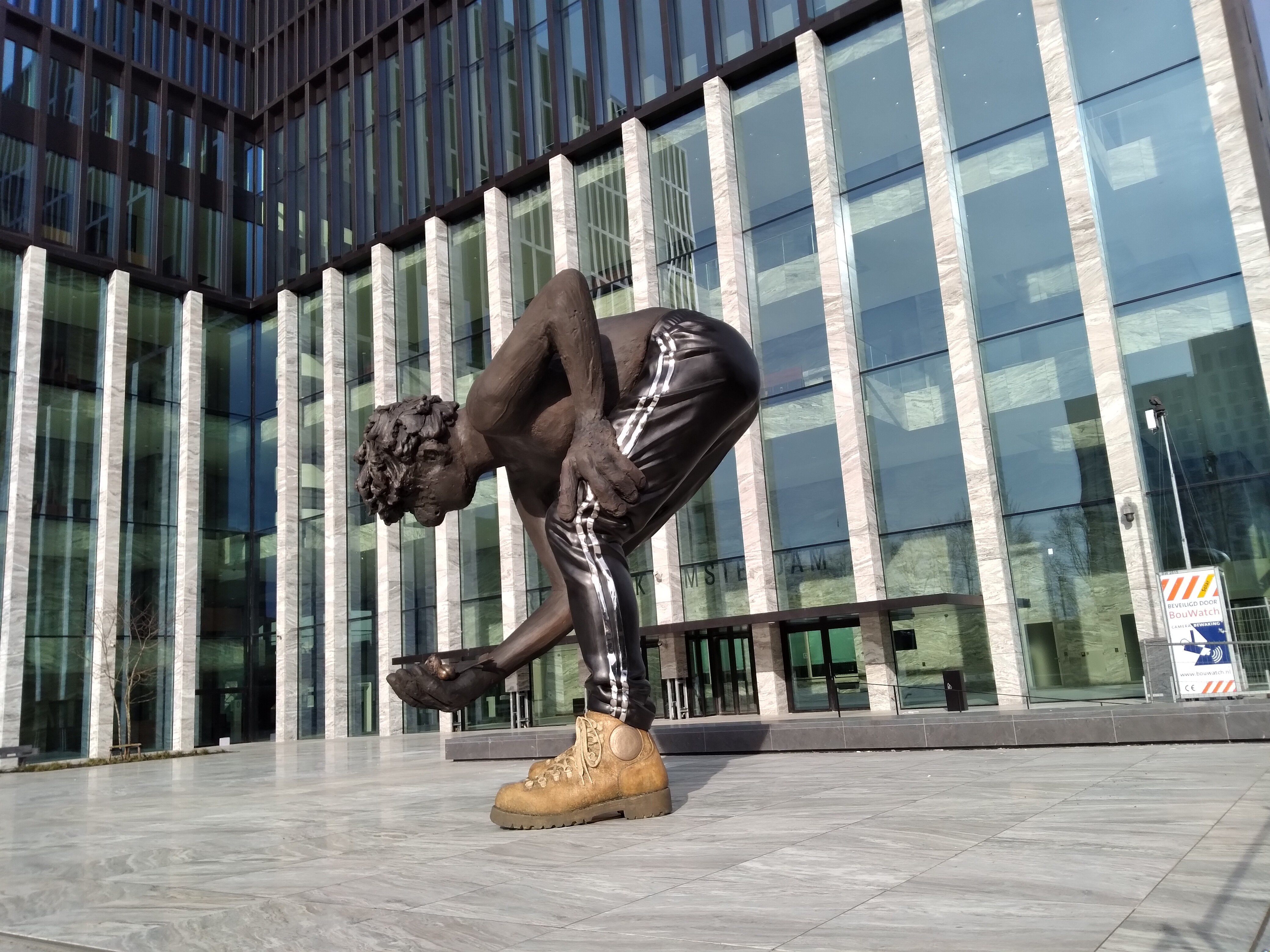
Love or Generosity (2020), Amsterdam

Eisenman também criou esculturas que foram exibidas na 58ª Bienal de Veneza, na Skulptur Projekte Münster de 2017 e na Whitney Biennial de 2019. Entre essas obras está Sketch for a Fountain, iniciada em 2012, uma escultura em bronze adquirida pelo Nasher Sculpture Center em 2019. A compra foi viabilizada pelo Kaleta A. Doolin Acquisitions Fund for Women Artists e pela Green Family Collection.

## Exibições
- Nicole Eisenman, Kunsthalle Zürich (2007)[10]
- Matrix 248, Berkeley Art Museum (2013)[18]
- Dear Nemesis, Nicole Eisenman 1993–2013, Contemporary Art Museum St. Louis (2014).[19]
- Dear Nemesis: Nicole Eisenman 1993–2013, Institute of Contemporary Art, Philadelphia (2014).[20]
- Masterpieces & Curiosities: Nicole Eisenman’s Seder[21] (2015), The Jewish Museum
- Nicole Eisenman: Al-ugh-ories, New Museum (2016)[22]
- Nicole Eisenman: Dark Light, Secession, Vienna, Austria (2017)[23]
- Baden Baden Baden, Staatliche Kunsthalle Bade-Baden (2019)[24]
- Nicole Eisenman: Sturm und Drang, The Contemporary Austin, Austin[25]
- Nicole Eisenman: Giant Without a Body, Astrup Fearnley Museet, Oslo, Norway[26]
- Career retrospective Nicole Eisenman: What Happened at Whitechapel Gallery, London, 2023.[27][28]

## Reconhecimento
Eisenman recebeu diversas bolsas e prêmios ao longo da carreira, incluindo a Guggenheim Fellowship (1996), o Carnegie Prize (2013), o Anonymous Was a Woman Award (2014) e o Louis Comfort Tiffany Grant (1995). Em 2015, foi contemplada com a MacArthur Fellowship e, no mesmo ano, foi listada entre os The Forward 50, que destaca personalidades influentes da comunidade judaica.

## Coleções
A obra da artista pode ser encontrada em diversas instituições, incluindo:
- Art Institute of Chicago[34]
- Museum of Modern Art, New York[35]
- San Francisco Museum of Modern Art[36]
- Walker Art Center, Minneapolis[37]
- Whitney Museum of American Art, New York[38]
- Kunsthalle Zürich[39]
- The Jewish Museum, New York[40]
- Smithsonian American Art Museum[41]
- Museum of Contemporary Art, Los Angeles
- Nasher Sculpture Center[42]

## Mercado de arte
Eisenman é representada pela Hauser & Wirth (desde 2019), pela Sadie Coles em Londres, pela Anton Kern Gallery em Nova York e pela Vielmetter Los Angeles. Antes disso, trabalhou com a Galerie Barbara Weiss, em Berlim.

## Vida pessoal
Eisenman é lésbica. Em uma entrevista de 2016 ao The New York Times, comentou sobre sua identidade de gênero:
| “ | "Sou gênero fluido, mas uso o pronome 'ela'. Acredito na radicalidade de ampliar a definição do que é 'ela'." | ” |

A artista utiliza tanto os pronomes ela/dela (she/her) quanto elu/delu (they/them).
Eisenman tem dois filhos com a ex-parceira Victoria Robinson.